# エゴグラム
|    |    |   |    |    |
| CP | NP | A | FC | AC |

エゴグラム (Egograms) とは、エリック・バーン (Eric Berne) の交流分析における自我状態をもとに、弟子であるジョン・M・デュセイ (John M. Dusay) が考案した性格診断法で、人の心を5つに分類し、その5つの自我状態が放出する心的エネルギーの高さをグラフにしたもののことである。
バーンの交流分析におけるP（親）、A（大人）、C（子ども）の「3つの自我状態」をもとに、弟子であるジョン・M・デュセイがより細かくCP、NP、A、FC、ACに分類し、人の性格を診断する方法としてエゴグラムを考案した。
心理学者の村上宣寛によると、エゴグラムという心理テストはフロイトの心の構造モデルをもとに日本で考案され、自我を自分（A）、超自我を批判的父（CP）と養育的母（NP）、イドを自由な子供（FC）と順応した子供（AC）に分割して作成されたものであるという。また、エゴグラムは広く普及したが、妥当性はあまり高くはなく、一種の心理ゲームとして用いられていることが指摘されている。

## 歴史

交流分析のPACモデル

バーンの交流分析では、親らしさの P（Parent）、大人らしさの A（Adult）、子供らしさの C（Child）の3要素が用いられた（PACモデル）。デュセイはこれを、P の部分を、厳しい親である CP（Critical Parent）と、優しい親である NP（Nurturing Parent）に、C の部分を、自由奔放な子供である FC（Free Child）と、従順な子供である AC（Adapted Child）に分類し、これら5つの自我状態が放出する心的エネルギーの高さをグラフ化する方法を考案した。デュセイによれば、エゴグラムとは、「それぞれのパーソナリティの各部分同士の関係と、外部に放出している心的エネルギーを棒グラフに示したもの」である。
彼がエゴグラムを考案した当時は、質問紙法ではなく、勘でエゴグラムを描いていた。それは、まず最初に、特徴的な部分を最も高く描き、その次に、目立たない部分を最も低く描き、他の棒は、相対的な高さで描く、という方法である。

## 5つの自我状態
CP（支配性）
厳しい心。自分の価値観を正しいものと信じて譲らず、責任を持って行動し、他人に批判的である。この部分が低いと、怠惰な性格になる。
NP（寛容性）
優しい心。愛情深く、他人を思いやって行動し、世話好きで保護的で親切である。この部分が低いと、冷淡な性格になる。
A（論理性）
論理的な心。現実を重視しており、知的で計算力が高く、聡明で頭脳明晰で合理的である。この部分が低いと、非合理的な性格になる。
FC（奔放性）
自由奔放な心。明るく好奇心旺盛でユーモアがあり、自我中心性で自己中心的である。この部分が低いと、閉鎖的で暗い性格になる。
AC（順応性）
協調性的な心。他人からの評価を気にし、言いたいことを言わずに我慢してしまい、従順で遠慮がちである。この部分が低いと、マイペースな性格になる。

## 参考書籍
- イアン・スチュアート; ヴァン・ジョインズ 著、深沢道子 訳『TA today : 最新・交流分析入門』実務教育出版、1991年6月。ISBN 9784788960695。
- 新里　里春　ほか「交流分析とエゴグラム」チーム医療（1986年）
- 東京大学医学部心療内科「新版エゴグラム・パターン――TEG（東大式エゴグラム）第2版による性格分析」金子書房（1995年）